# حمل بلوک زغال سنگ
حمل بلوک زغال سنگ (فرانسوی: Carmaux, défournage du coke‎) یک فیلم صامت سیاه و سفید است که در سال ۱۸۹۶ منتشر شد.